# James Rothman
James E. Rothman (* 3. listopadu 1950 Haverhill, Massachusetts) je americký buněčný biolog, který studuje procesy synaptického přenosu. Na Lékařské fakultě Yaleovy univerzity působí jako řádný profesor biomedicíny, vedoucí Ústavu buněčné biologie a ředitel Institutu nanobiologie Yale West Campus.
V roce 2002 obdržel s Randym Schekmanem Laskerovu cenu. Opět se Schekmanem a také s Thomasem Südhofem se v roce 2013 stal laureátem Nobelovy ceny za fyziologii nebo lékařství, když byl oceněn jejich přínos na poli poznání mechanizmu regulace vezikulárního transportu.

## Vzdělání
Bakalářský stupeň vysokoškolského vzdělání získal na Yaleově univerzitě, kde v roce 1971 absolvoval fyziku (Bachelor of Science). Magisterský obor biochemie vystudoval na Harvardově univerzitě, kde roku 1976 získal také „malý doktorát“. Následně pokračoval na stejné vysoké škole v postgraduálním studiu, jež dokončil roku 1978 v oboru biologická chemie (Ph.D.). Postdoktorální pobyt strávil na Massachusettském technologickém institutu, kde se věnoval glykosylaci membránových proteinů.

## Kariéra
V roce 1978 nastoupil na Ústav biochemie Stanfordovy univerzity (odborný asistent 1978, docent 1981, profesor 1984). V letech 1988–1991 působil jako profesor molekulární biologie na Princetonské univerzitě, než se uchýlil do New Yorku, kde v Memorial Sloan-Kettering Cancer Center založil Ústav buněčné biochemie a biofyziky. V roce 2003 přešel z Centra Sloan-Kettering pro výzkum rakoviny na newyorskou Columbia University řadící se do „Břečťanové ligy“, kde se stal profesorem fyziologie a buněčné biofyziky. Na Kolumbijské univerzitě vedl Centrum chemické biologie a také pracoval na její College of Physicians and Surgeons (Lékařské a chirurgické koleji). V roce 2008 přijal místo profesora biomedicíny na Lékařské fakultě Yaleovy univerzity v New Havenu (Yale School of Medicine).
Řadí se ke členům Národní akademie věd Spojených států amerických a zasedá také v nevládní organizaci Institute of Medicine, která spadá pod Národní akademii věd.
V roce 1995 se stal vědeckým poradcem britské farmaceutické společnosti Amersham plc. Poté, co roku 2003 Amersham odkoupila firma GE Healthcare, byl jmenován hlavním vědeckým poradcem této společnosti.

## Vědecká činnost
Rothmanova vědecká činnost se zaměřuje na studium procesů intracelulárního transportu váčků obsahujících různé působky – hormony, růstové faktory a další molekuly. Snaží se zodpovědět otázky načasování. Proč byly na konkrétním místě a v určitý čas uvolněny působky z váčků. Bezporuchový transport je důležitým předpokladem zajištění fyziologických procesů v buňkách, včetně jejich samotného dělení a eufunkční mezibuněčné komunikace. Poruchy transportu tak mohou vést k řadě patofyziologických procesů, které způsobují různá onemocnění.

## Soukromý život
Narodil se v židovské rodině. Otec Roman Rothman (1915–2005) byl pediatr.
Manželka Joy Hirschová je profesorkou psychiatrie a neurobiologie na Lékařské fakultě Yaleovy univerzity.

## Výběr ocenění
- 1986: Cena Eliho Lilly v biologické chemii
- 1986: Passanova cena
- 1989: Humboldtova badatelská cena (Humboldt-Forschungspreis)
- 1990: Cena Heinricha Wielanda
- 1993: člen Národní akademie věd Spojených států amerických
- 1994: Rosenstielova cena
- 1994: člen Americké akademie věd a umění
- 1995: čestný doktorát University v Regensburgu (dr. h. c.)
- 1996: Canada Gairdner International Award[11]
- 2001: Medaile Otto Warburga
- 2002: Cena Alberta Laskera za základní výzkum v lékařství (spoludržitel Randy Schekman)[12]
- 2002: Cena Louisy Gross Horwitzové (spoludržitel Randy Schekman)
- 2007: člen American Association for the Advancement of Science
- 2010: Cena Kavliho v neurovědách za objev molekulární podstaty uvolňování neurotransmiterů[13] (spoludržitelé Richard Scheller a Thomas Südhof)
- 2010: Cena Masryho[14]
- 2010: Medaile E. B. Wilsona
- 2013: Nobelova cena za fyziologii nebo lékařství (spoludržitelé Thomas Südhof a Randy Schekman)